# Little Mountain (berg in South Carolina)
Little Mountain is een berg van het type inselberg in Newberry County in de Amerikaanse staat South Carolina. De berg heeft een hoogte van 248 meter boven zeeniveau en is het hoogste punt in de regio Midlands van South Carolina. Ze ligt in het zuidoosten van Newberry County op ongeveer 40 kilometer van de stad Columbia. De inselberg zelf stijgt 91 meter boven de omringende gordel van heuvels uit en bestaat uit Carolina-leisteen.
In zijn vroege geschiedenis (die teruggaat tot de 19e eeuw) was de berg bekend als Ruff's Mountain en kreeg uiteindelijk de naam van de plaats aan de voet van de berg, Little Mountain. Op de berg staat een zendmast die tot 317 meter hoogte reikt. De zendmast bedient  het landelijke gebied ten noordwesten van Columbia.